# Ligue Française pour le Droit des Femmes
Ligue Française pour le Droit des Femmes (LFDF) var en fransk kvinnorättsorganisation, verksam mellan grundad 1882. Syftet var att verka för Kvinnlig rösträtt.
LFDF grundades av Maria Deraismes som en utbrytargrupp ur Association pour le Droit des Femmes, när Deraismes ville genomdriva kvinnlig rösträtt direkt snarare än att vänta tills kvinnor generellt hade blivit bildade nog för att deras rösträtt inte skulle leda till en mer konservativ politik. LFDF ersatte sedan Association pour le Droit des Femmes som Frankrikes ledande kvinnoförening, och verkade för kvinnlig rösträtt jämsides med den mindre men mer radikala Société le suffrage des femmes; senare tillkom även Union française pour le suffrage des femmes (1909-1945) och Conseil national des femmes françaises. 